# Fumaria ragusina
Fumaria ragusina là một loài thực vật có hoa trong họ Anh túc. Loài này được (Pugsley) Pugsley mô tả khoa học đầu tiên năm 1934.